# Salva Maldonado
Salvador Maldonado Ruiz (Barcelona, España, 13 de abril de 1959) es un entrenador de baloncesto español. Actualmente está sin equipo tras abandonar la disciplina del Hereda San Pablo Burgos de la Liga ACB en enero de 2022.

## Trayectoria
Tras dar sus primeros pasos como entrenador en categorías inferiores de equipos catalanes y en la cantera del Joventut Badalona, durante su trayectoria ha entrenado a equipos de Liga LEB como TDK Manresa, Club Ourense Baloncesto, o CB Tarragona y en ACB ha dirigido a escuadras como Caja San Fernando, Tau Cerámica, Kalise Gran Canaria, Baloncesto Fuenlabrada, Joventut Badalona o Movistar Estudiantes, además de ser seleccionador catalán.
Antes fue jugador, destacando en el SFERIC de Terrassa donde jugó 3 temporadas como alero y capitán del equipo, 1984,1985 y 1986 http://hemeroteca-paginas.mundodeportivo.com/EMD01/HEM/1986/03/27/MD19860327-036.pdf
Durante la temporada 2017-18 dirige su partido número 600 en ACB, siendo el quinto entrenador con más partidos después de Aito García Reneses (1077), Pedro Martínez (en activo), Manel Comas (745), y Luis Casimiro (en activo).
El 29 de noviembre de 2021, se hace cargo del Hereda San Pablo Burgos de la Liga Endesa, tras 3 años sin entrenar al máximo nivel. Su experiencia en el cuadro burgalés duraría 40 días, al ser despedido el día 10 de enero de 2024 tras dirigir solo 4 partidos.
El 7 de julio de 2023, firma como entrenador asistente de Pedro Martínez en el Bàsquet Manresa de la Liga ACB.

## Clubs
- Escola Betsaida.
- Collegi Pare Manyanet Argentina.
- 1990-91 Joventut Badalona Cadete.
- 1990-91 Joventut Badalona Junior. Entrenador ayudante. Pedro Martínez Sánchez.
- 1991-94 TDK Manresa. Entrenador ayudante. Pedro Martínez Sánchez.
- 1994-97 TDK Manresa.
- 1997-98 Caja San Fernando, el 12/03/98 es dado de baja y sustituido por José Alberto Pesquera.
- 1999-00 ACB. Tau Cerámica, el 27/11/1999 es dado de baja y sustituido por Julio Lamas
- 2000-01 LEB. Minorisa.net Manresa.
- 2001-03 LEB. Club Ourense Baloncesto.
- 02/01/2004 LEB. CB Tarragona. Sustituye a Pep Claros.
- 2004-05 LEB. CB Tarragona.
- 2005-09 ACB. Kalise Gran Canaria.
- 2009-11 ACB. Baloncesto Fuenlabrada. Entra en la jornada 16.
- 2011-16 ACB. Joventut Badalona.
- 2016-18 ACB. Movistar Estudiantes.[5]
- 2018 ACB. Herbalife Gran Canaria.[6]
- 2021-22 ACB. Hereda San Pablo Burgos[7]
- 2023-24 ACB. Bàsquet Manresa. Entrenador ayudante. Pedro Martínez Sánchez.

## Palmarés
- Campeón de la Copa del Rey año 1996 con el TDK Manresa.

## Varios
- Es cuñado del también entrenador de baloncesto Joan Plaza.